# Dinkelsbühl
Dinkelsbühl er en by i Landkreis Ansbach i i Regierungsbezirk Mittelfranken i den tyske delstat Bayern. Byen er på grund af sin velbevarede senmiddelalderlige bymidte og bymur, en betydningsfuld turistby på den Romantische Straße.

## Geografi
Dinkelsbühl ligger ved floden Wörnitz i den sydøstlige del af naturparken Frankenhöhe, i det sydtyske landskab mellem floderne Main og Donau.

### Nabokommuner
Dinkelsbühl er en kommune i grænseområdet til Baden-Württemberg, og støder til følgende Landkreise og kommuner:
- Landkreis Ansbach, Bayern (fra nord mod øst)
  - Feuchtwangen
  - Markt Schopfloch
  - Markt Dürrwangen
  - Langfurth
  - Wittelshofen
  - Wilburgstetten
  - Mönchsroth
- Landkreis Schwäbisch-Hall, Baden-Württemberg (i nordvest)
  - Kreßberg
  - Fichtenau
- Ostalbkreis, Baden-Württemberg (i sydvest)
  - Wört

## Historie
Byen nævnes første gang i 1188 som Burgus Tinkelspuhel i officielle dokumenter. I 1300-tallet blev byen pantsat gentagne gange, og indbyggerne måtte betale dyrt for at få deres frihed tilbage. Dinkelsbühl modtog vigtige privilegier som modydelse. Byen fik status som rigsstad i 1351 og havde denne status indtil byen blev annekteret af Bayern i 1802.

## Seværdigheder og museer
- Deutsches Haus:

Dette er nok det mest kendte hus i byen og ligger lige ved St. Georgs-kirken. Huset blev bygget i slutningen af 1400-tallet. Det blev opført af grev Drechel-Deufstetten og huser i dag et hotel og en restaurant.
- Historisches Museum i Spitalhof:

Museet huser tre etager med udstillinger som viser byens historie og hvordan dagliglivet artede sig for indbyggerne.
- Museum 3. Dimension ved Nördlinger Tor:

Dette museet byder på hologrammer, optiske illusioner, opdagelsen af perspektiv, laserlys og tredimensionale projektioner.
Den årlige heavy metal-festival Summer Breeze Open Air finder sted i Dinkelsbühl hver sommer.

### Tårne og byporte på bymuren
- Salwartenturm
- Grüner Turm (bagved til venstre) og Faulturm

- Nördlinger Tor med Stadsmøllen (træsnit af Carl Thiemann)
- Segringer Tor

Bygværker på bymuren (retning med uret begyndende i nord)
| Rothenburger Tor             | Wörnitztor              |
| Kleine Bastei                | Dreigangsturm           |
| Henkersturm                  | Bäuerlinsturm           |
| Nördlinger Tor (Holzschnitt) | Salwartenturm (billede) |
| Krugsturm                    | Hertlesturm             |
| Hagelturm                    | Weißer Turm             |
| Haymarsturm                  | Berlinsturm             |
| Wächtersturm                 | Segringer Tor (billede) |
| Dreikönigsturm               | Grüner Turm (billede)   |
| Faulturm (billede)           |                         |